# Miles Mander
Miles Mander (14 de mayo de 1888 – 8 de febrero de 1946) fue un actor, director y guionista cinematográfico, además de dramaturgo y novelista, de nacionalidad británica.

## Biografía

### Inicios
Nacido en Wolverhampton, Inglaterra, su verdadero nombre era Lionel Henry Mander. Era el segundo hijo de Theodore Mander, constructor de la Wightwick Manor, y perteneciente a la destacada familia Mander, industriales y servidores públicos de Wolverhampton. Era hermano menor de Geoffrey Mander, parlamentario por el Partido Liberal. Se educó en la Harrow School , en la Loretto School de Musselburgh (Escocia) y en la Universidad McGill de Montreal (Canadá). Pero pronto rompió con un predecible futuro en el mundo de los negocios y de la filantropía. Durante la Primera Guerra Mundial fue aviador, capitán del Royal Army Service Corps, y cumplidos los veinte años de edad trabajó en una granja ovina en Nueva Zelanda con su tío, Martin Mander.

### Carrera cinematográfica
Miles Mander se inició en la industria del cine británica como guionista, productor y actor, trabajando a menudo con Adrian Brunel. En 1925 actuó en dos películas de Gainsborough Pictures, The Prude's Fall (1925) y El jardín de la alegría (1926). La primera de ellas fue el último film de Alfred Hitchcock como ayudante de dirección de Graham Cutts. La segunda supuso el debut de Hitchcock como director. En 1926–7, Mander rodó una serie de filmes sonoros pioneros. Posteriormente colaboró con Alma Reville, la esposa de Hitchcock, en el guion de The First Born (1928), su debut como director de largometrajes, film en el cual actuó junto a Madeleine Carroll. Carroll volvió a actuar para Mander en su tercera película, Fascination (1931).
Mander es sobre todo conocido por su malvados empalagosos, muchos de ellos caballeros ingleses o gente de clase alta – como el Cardenal Richelieu en el musical The Three Musketeers (1939), una parodia en la cual los Ritz Brothers interpretaban a lacayos que sustituían a los mosqueteros reales. 
En su debut en Hollywood, encarnó al Rey Luis XIII de Francia en la mucho más seria versión del clásico de Alejandro Dumas rodada en 1935. Otras películas afamadas en las que actuó son Cumbres Borrascosas (1939, con Laurence Olivier y Merle Oberon, encarnando a Mr. Lockwood), el film de Georg Wilhelm Pabst Don Quixote (1933, en el papel del Duque que invita a Don Quijote y Sancho Panza a su castillo), y Ser o no ser (1942, como uno de los oficiales británicos a los que Robert Stack revela sus sospechas sobre el profesor Siletsky, encarnado por Stanley Ridges).
Mander fue también autor de algunos escritos (ensayos, cuentos...) y piezas teatrales (una de ellas, Conflict, se adaptó al cine en 1931, escrita y dirigida por él mismo con el título  The Woman Between.     

### Vida personal

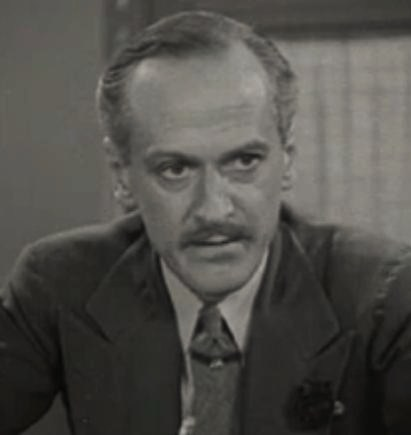
Miles Mander in Youth on Parole (1937)

La primera esposa de Mander, nativa de la India, fue Prativa Devi, una princesa de Koch Bihar, hija del Maharajá Nripendra Narayan y de la Maharaní Suniti Devi de dicha ciudad, y tía paterna de Gayatri Devi, Maharaní de Jaipur. Su segunda esposa fue Kathleen ('Bunty') French, natural de Sídney, Australia, con la que tuvo un hijo, Theodore. Mander escribió un libro de memorias y de consejos dirigidos a su hijo, To My Son—in Confidence (1934). El cineasta falleció de manera súbita en 1946, a causa de un infarto agudo de miocardio, en el restaurante Brown Derby de Los Ángeles, California. Tenía 57 años de edad. Fue enterrado en el Cementerio Ocean View Burial Park de Burnaby, Canadá.

## Filmografía seleccionada

### Actor
- 1920 : The Temporary Lady, de Adrian Brunel
- 1920 : The Rank Outsider, de Richard Garrick
- 1921 : The Place of Honour, de Sinclair Hill
- 1921 : The Road to London, de Eugene Mullin
- 1922 : Open Country, de Eugene Mullin
- 1922 : Half a Truth, de Sinclair Hill
- 1924 : The Prude's Fall, de Graham Cutts
- 1925 : El jardín de la alegría, de Alfred Hitchcock
- 1927 : Tiptoes, de Herbert Wilcox
- 1927 : The Fake, de Georg Jacoby
- 1928 : Parisiskor, de Gustaf Molander
- 1928 : Der Faschingskönig, de Georg Jacoby
- 1928 : Balaclava, de Maurice Elvey y Milton Rosmer
- 1928 : The Physician, de Georg Jacoby
- 1929 : The Crooked Billet, de Adrian Brunel
- 1929 : Meineid, de Georg Jacoby
- 1930 : Murder !, de Alfred Hitchcock
- 1931 : Mary, de Alfred Hitchcock
- 1932 : Frail Women, de Maurice Elvey
- 1932 : The Missing Rembrandt, de Leslie S. Hiscott
- 1932 : That Night in London, de Rowland V. Lee
- 1933 : La vida privada de Enrique VIII, de Alexander Korda
- 1933 : Matinee Idol, de George King
- 1933 : Bitter Sweet, de Herbert Wilcox
- 1933 : Don Quixote, de Georg Wilhelm Pabst
- 1933 : Loyalties, de Basil Dean y Thorold Dickinson
- 1934 : The Battle, de Viktor Tourjansky y Nicolas Farkas
- 1935 : Death drives through, de Edward L. Cahn
- 1935 : Here's to Romance, de Alfred E. Green
- 1935 : The Three Musketeers de Rowland V. Lee
- 1936 : Lloyd's of London, de Henry King
- 1937 : Slave Ship, de Tay Garnett
- 1937 : Wake Up and Live, de Sidney Lanfield
- 1937 : Youth on Parole, de Phil Rosen
- 1938 : Suez, de Allan Dwan
- 1938 : The Mad Miss Manton, de Leigh Jason
- 1938 : Kidnapped, de Alfred L. Werker y Otto Preminger
- 1939 : Stanley and Livingstone, de Henry King y Otto Brower
- 1939 : The Three Musketeers, de Allan Dwan
- 1939 : The Little Princess, de Walter Lang
- 1939 : The Man in the Iron Mask, de James Whale
- 1939 : Tower of London, de Rowland V. Lee
- 1939 : Daredevils of the Red Circle, de William Witney y John English
- 1939 : Cumbres Borrascosas, de William Wyler
- 1940 : The House of the Seven Gables, de Joe May
- 1940 : Babies for Sale, de Charles Barton
- 1940 : Primrose Path, de Gregory La Cava
- 1940 : The Earl of Chicago, de Richard Thorpe y Victor Saville
- 1940 : Captain Caution, de Richard Wallace
- 1940 : South of Suez, de Lewis Seiler
- 1940 : Laddie, de Jack Hively
- 1940 : Road to Singapore, de Victor Schertzinger
- 1941 : That Hamilton Woman, de Alexander Korda
- 1941 : They Met in Bombay, de Clarence Brown
- 1942 : Fly-By-Night, de Robert Siodmak
- 1942 : This Above All, de Anatole Litvak
- 1942 : Reportaje sensacional (Somewhere I'll find you), de Wesley Ruggles
- 1942 : Captains of the Clouds, de Michael Curtiz (voz)
- 1942 : A Tragedy at Midnight, de Joseph Santley
- 1942 : Ser o no ser, de Ernst Lubitsch
- 1942 : Lucky Jordan, de Frank Tuttle
- 1942 : Apache Trail, de Richard Thorpe y Richard Rosson
- 1942 : Fingers at the Window, de Charles Lederer
- 1942 : Tarzan's New York Adventure, de Richard Thorpe
- 1942 : Secrets of the Underground, de William Morgan
- 1943 : Madame Curie, de Mervyn LeRoy
- 1943 : El fantasma de la ópera, de Arthur Lubin
- 1943 : Five Graves to Cairo, de Billy Wilder
- 1943 : First Comes Courage, de Dorothy Arzner
- 1943 : Assignment in Brittany, de Jack Conway
- 1943 : Guadalcanal Diary, de Lewis Seiler
- 1944 : The Story of Dr. Wassell, de Cecil B. DeMille
- 1944 : The White Cliffs of Dover, de Clarence Brown
- 1944 : The Pearl of Death, de Roy William Neill
- 1944 : El regreso del vampiro, de Lew Landers
- 1944 : Four Jills in a Jeep, de William A. Seiter
- 1944 : The Scarlet Claw, de Roy William Neill
- 1944 : Enter Arsene Lupin, de Ford Beebe
- 1944 : Murder, My Sweet, de Edward Dmytryk
- 1945 : Week-End at the Waldorf, de Robert Z. Leonard
- 1945 : Crime Doctor's Warning, de William Castle
- 1945 : Confidential Agent, de Herman Shumlin
- 1945 : El retrato de Dorian Gray, de Albert Lewin
- 1946 : The Bandit of Sherwood Forest, de Henry Levin y George Sherman
- 1946 : The Walls came Tumbling Down, de Lothar Mendes
- 1947 : The Imperfect Lady, de Lewis Allen

### Director
- 1926 : The Whistler
- 1926 : The Sheik of Araby
- 1926 : The Fair Maid of Perth
- 1926 : Knee Deep in Daisies (también productor)
- 1927 : As We Lie (también actor y guionista)
- 1927 : The Sentence of Death
- 1927 : Packing Up, con Mary Clare y Malcolm Keen
- 1927 : False Colours
- 1928 : He First Born, con Madeleine Carroll y John Loder (también actor, guionista y productor)
- 1931 : The Woman Between (también guionista)
- 1931 : Fascination, con Madeleine Carroll y Freddie Bartholomew
- 1934 : Youthful Folly, con Jane Carr
- 1935 : The Morals of Marcus, con Lupe Vélez y Ian Hunter
- 1936 : The Flying Doctor, con Charles Farrell (también guionista y productor)

### Guionista
- 1924 : Lovers in Araby, de Adrian Brunel (también actor)
- 1932 : The Lodger, de Maurice Elvey
- 1932 : The Mistress of Atlantis, de Georg Wilhelm Pabst

### Productor
- 1923 : The Man without Desire, de Adrian Brunel

## Premios y distinciones
Festival Internacional de Cine de Venecia
| Año  | Categoría        | Película          | Resultado |
| ---- | ---------------- | ----------------- | --------- |
| 1937 | Mención especial | The Flying Doctor | Ganador   |